# 劉昉 (宋朝)
劉昉（？—1150年），字方明，改名劉旦。海陽（今潮州意溪）人。生年不详。
劉昉是中山靖王之後裔，高祖劉表，官大理寺评事。曾祖父劉默，景技二年（1035年）舉五經拜文林郎。祖父劉克俊，是五馬朝請的大夫。父亲劉允，绍圣四年（1009年）进士，是“潮州八賢”之一。
劉昉是宣和六年（1124年）二甲進士，授左从事郎。绍兴五年（1135年）改左宣教郎。绍兴九年（1139年），歷禮部員外郎，绍兴十年（1140年），太常少卿，官至龍圖閣直學士。三知潭州兼荆湖南路安抚使，“三帥潭州，一臨夔府，遺愛在湖湘”。人称“刘帅”，“刘龙图”。绍兴十三年（1143年）移知漳州（今湖南省长沙市）。绍兴十七年（1147年）移知夔州（今四川省奉节县）。
劉昉有感於小兒之疾苦，錄取前賢關於兒科之論述，與鄉貢進士王湜共同编集《幼幼新書》40卷，紹興二十年（1150年）劉昉卒於任所，書編至38卷，漕使四明樓壽接續了最後二卷，其门生李庚代序。